# William Douglas (Barbade)
Sir William Douglas, né le 24 septembre 1921 et mort le 12 août 2003, est gouverneur général de la Barbade en 1976 et en 1984.

## Biographie
Il a exercé les fonctions de gouverneur général par intérim à deux reprises: du 9 août 1976 au 17 novembre 1976 et du 10 janvier 1984 au 24 février 1984.